# I due maggiolini più matti del mondo
I due maggiolini più matti del mondo è un film del 1970 diretto da Giuseppe Orlandini.
Il titolo è un riferimento al successo della Disney Un Maggiolino tutto matto del 1968.

## Trama
Franco e Ciccio sono due fratelli commercianti siciliani. Un giorno decidono di andare a passare il weekend nella loro casa al mare per pescare. I due, a bordo del loro maggiolino rosso, partono ma si imbattono subito in una pattuglia di vigili urbani. Ciccio si accorge di aver dimenticato a casa portafogli, libretto e patente; così Franco tenta di corrompere il capitano dei vigili, il quale non si lascia convincere e li porta al comando, dove vengono multati e quindi rilasciati.
Verso metà percorso Franco vede a bordo strada due belle autostoppiste bionde; intima a Ciccio di fermarsi, scende dell'auto e improvvisamente da dietro i cespugli sbucano altri quattro ragazzi, che salgono tutti sul maggiolino. Il gruppo arriva finalmente al mare, con i sei ragazzi che si aggregano entrando nella casa di Franco e Ciccio.
Inizialmente Ciccio si rifiuta di fare da cuoco per tutto il gruppo, ma in breve i ragazzi svuotano l'intera dispensa ai due e distruggono l'intero soggiorno.
Intanto alla radio passa la notizia dell'evasione di tre pericolosi evasi, più una ragazza. La notizia giunge anche alle orecchie delle mogli di Franco e Ciccio, che si mettono subito in viaggio per raggiungere i loro mariti alla casa al mare.
I due si vedono così arrivare le mogli, i figli e la suocera in casa; le due mogli trovano il soggiorno a soqquadro e chiedono spiegazioni. Franco, come scusa, dice che sono stati proprio gli evasi a creare il caos: arriva anche la polizia, e i due pensano di averla fatta franca.
Alla casa al mare però si presentano davvero i quattro evasi, che prendono subito in ostaggio la famiglia. Nel frattempo Franco e Ciccio ritornano alla casa con delle provviste; entrano in casa e si trovano gli evasi davanti al muso. Suocera, figlie, nipoti e generi vengono segregati in una stanza al secondo piano mentre la banda escogita un piano per la fuga.